# Progress (Adighezia)
Progress (in lingua russa Прогресс) è un centro abitato dell'Adighezia, situato nel Giaginskij rajon. La popolazione era di 905 abitanti al dicembre 2018. Ci sono 10 strade.